# انگور روباهی
انگور روباهی (نام علمی: Vitis labrusca) نام یک گونه از سردهٔ انگوری‌ها در خانواده گیاهان گل‌دار است. این انگور بومی شرق آمریکای شمالی است و منبع بسیاری از ارقام انگور از جمله کاتاوبا، کونکورد، دلاوه، ایزابلا، نیاگارا و بسیاری از انواع انگور ترکیبی مانند آگاوام، الکساندر و اوناکا است. از جمله ویژگی‌های این گونه انگور برخلاف انگور شرابی اروپایی، پوست لغزنده و ترد آن است.